# 秦昇 (成化進士)
秦昇（1444年—？），字叔熙，江西南昌府南昌縣人，民籍，明朝政治人物。進士出身。

## 生平
早年出身國子生，江西鄉試第十一名。成化十一年（1475年）乙未科會試第十一名，殿試登進士第三甲第一百九十九名。弘治年間，授給事中，因進言得罪。貶廣安州同知。

## 家族
曾祖父秦啟迪。祖父秦本周。父亲秦京伯。